# Alejandro González

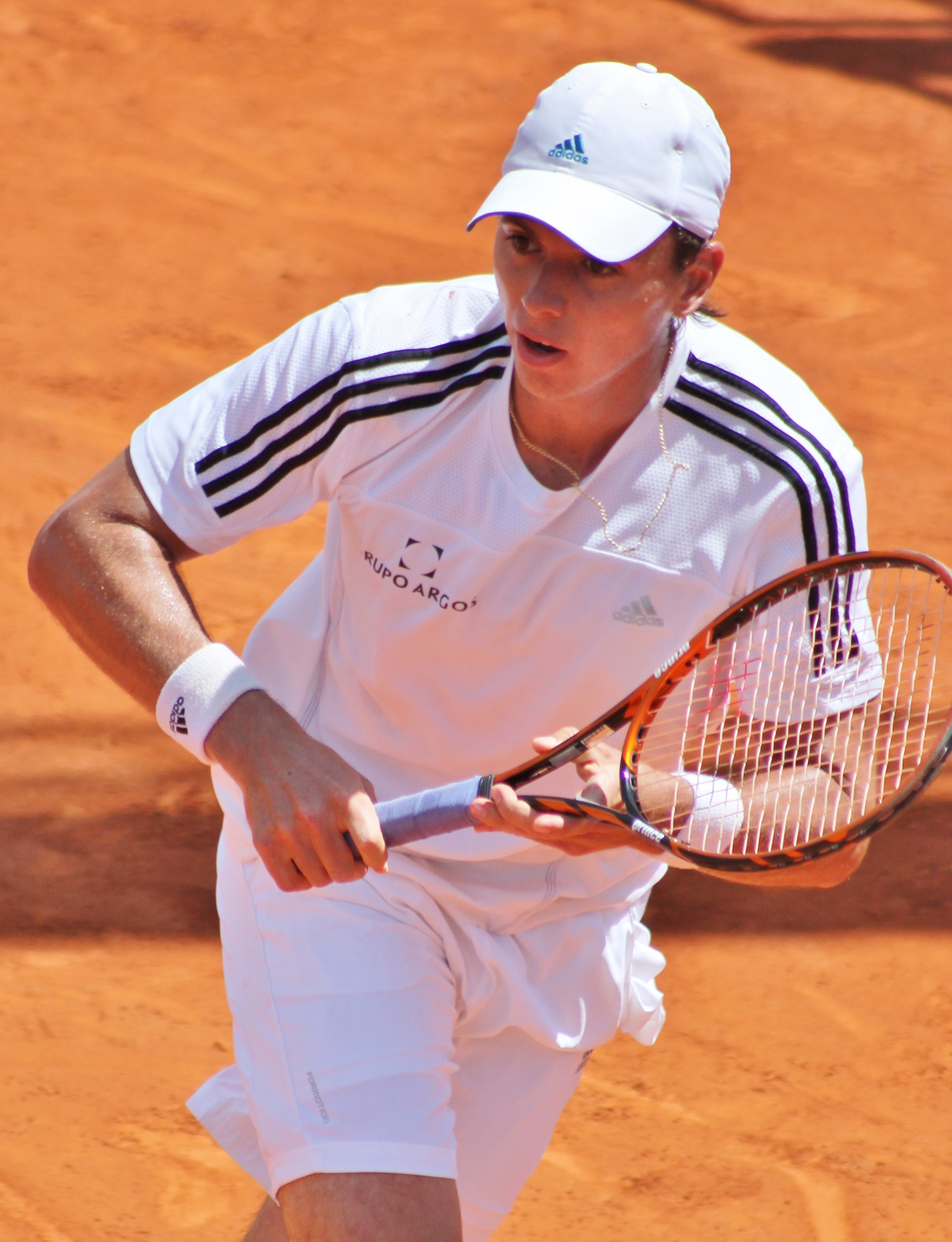
Během Mutua Madrid Open 2014

Alejandro González (* 7. února 1989 Medellín) je kolumbijský profesionální tenista. Ve své dosavadní kariéře nevyhrál na okruhu ATP World Tour žádný turnaj. Na challengerech ATP a okruhu ITF získal do roku  2015 jedenáct titulů ve dvouhře a deset ve čtyřhře.
Na žebříčku ATP byl ve dvouhře nejvýše klasifikován v červnu 2014 na 70. místě a ve čtyřhře pak v srpnu 2010 na 177. místě. Trénuje ho Pablo González.
V kolumbijském daviscupovém týmu debutoval v roce 2014 baráží Světové skupiny proti Kanadě, v níž podlehl Raonicovi a porazil Dancevice. Kolumbijci sestoupili po prohře 2:3 na zápasy. Do 2015 v soutěži nastoupil k jedinému mezistátnímu utkání s bilancí 1–1 ve dvouhře a 0–0 ve čtyřhře.

## Tenisová kariéra

### Challengery a Futures
Premiérový singlový titul na okruhu ATP Challenger Tour vybojoval na ekvádorském turnaji Salinas Diario Expreso v březnu 2013, když ve finále porazil Argentince Renza Olivu po třísetovém průběhu. Do té doby již triumfoval na sedmi singlových a šesti deblových událostech nižší úrovně Futures a patřily mu také tři trofeje ze čtyřhry na challengerech ATP.
Další dva tituly ve dvouhře přidal na challengerech Seguros Bolívar Open Medellín 2013 po finálovém vítězství nad Argentincem Guidem Andreozzim a také v úvodním ročníku São Paulo Challenger de Tênis 2013, kde zdolal dalšího argentinského hráče Eduarda Schwanka.

### ATP Tour
V červenci 2013 si zahrál první událost na okruhu ATP World Tour, když se zúčastnil Claro Open Colombia 2013, kde jej v úvodním kole zastavil francouzský tenista Adrian Mannarino ve třech setech.
Na nejvyšší grandslamové úrovni debutoval v hlavní soutěži na Australian Open 2014, kde jej v prvním kole zastavil třetí nasazený Španěl David Ferrer. V páru s Argentincem Carlosem Berlocqem nastoupil prvně i do mužské čtyřhry, v níž na úvod nestačili na australskou dvojici Benjamin Mitchell a Jordan Thompson.
Následovaly prohry v první fázi jihoamerických turnajů na Royal Guard Open s italským tenistou Paolem Lorenzim, stejně jako na Copa Claro 2014 v Buenos Aires, když nestačil na Francouze Jérémyho Chardyho. Premiérový ročník brazilského Rio Open 2014 rychle opustil po prohře od Uruguayce Pabla Cuevase. Další týden uzavřel šňůru bez výhry nezvládnutým duelem na Brasil Open 2014 s Potitem Staracem.
V březnu 2014 se poprvé objevil na turnaji série Masters, když nastoupil do BNP Paribas Open v Indian Wells. V úvodním kole také zaznamenal premiérovou výhru na okruhu ATP Tour, když vyřadil Adriana Mannarina. Poté si poradil s 31. nasazeným Chorvatem Ivanem Dodigem, aby ve třetím kole skončil na raketě pozdějšího šampiona Novaka Djokoviće výsledkem 1–6, 6–3 a 1–6.
Na Australian Open 2015 vyřadil v prvním kole šestnáctého nasazeného Itala Fabia Fogniniho ve čtyřech sadách.

## Finále na challengerech ATP a okruhu Futures
| Legenda                    |
| -------------------------- |
| ATP Challenger Tour Finals |
| Challengery                |
| Futures                    |

### Dvouhra: 14 (6–8)
| Stav      | Č. | Datum              | Turnaj                             | Povrch | Soupeř ve finále      | Výsledek            |
| --------- | -- | ------------------ | ---------------------------------- | ------ | --------------------- | ------------------- |
| Finalista | 1. | 14. března 201     | F9 Futures Antalya, Turecko        | antuka | Daniel Köllerer       | 6–1, 6–0            |
| Finalista | 2. | 28. března 2011    | F11 Futures Antalya, Turecko       | tvrdý  | Radu Albot            | 7–5, 6–3            |
| Finalista | 3. | 22. srpna 2011     | F4 Futures Medellin, Kolumbie      | antuka | Eduardo Struvay       | 6–4, 6–2            |
| Vítěz     | 4. | 29. srpna 2011     | F5 Futures Bogotá, Kolumbie        | antuka | Carlos Salamanca      | 5–7, 6–4, 6–2       |
| Vítěz     | 5. | 24. září 2012      | F3 Futures Cúcuta, Kolumbie        | antuka | Michael Quintero      | 7–5, 6–2            |
| Finalista | 6. | 1. října 2012      | F4 Futures Villavicencio, Kolumbie | antuka | Patricio Heras        | 7–6(9–7), 6–4       |
| Vítěz     | 1. | 25. února 2013     | Salinas, Ekvádor                   | antuka | Renzo Olivo           | 4–6, 6–3, 7–6 (9–7) |
| Finalista | 2. | 15. dubna 2013     | Panama City, Panama                | antuka | Rubén Ramírez Hidalgo | 6–4, 5–7, 7–6 (7–4) |
| Vítěz     | 3. | 28. července 2013  | Medellín, Kolumbie                 | antuka | Guido Andreozzi       | 6–4, 6–4            |
| Vítěz     | 4. | 4. srpna 2013      | São Paulo, Brazílie                | antuka | Eduardo Schwank       | 6–2, 6–3            |
| Finalista | 5. | 13. října 2013     | São José do Rio Preto, Brazílie    | antuka | João Souza            | 7–6(7–0), 6–3       |
| Finalista | 1. | 17. listopadu 2013 | São Paulo, Brazílie                | antuka | Filippo Volandri      | 4–6, 6–4, 6–2       |
| Finalista | 6. | 6. ledna 2014      | São Paulo, Brazílie                | tvrdý  | João Souza            | 6–4, 6–4            |
| Vítěz     | 7. | 26. října 2014     | Córdoba, Argentina                 | antuka | Máximo González       | 7-5, 1-6, 6-3       |

### Čtyřhra: 13 (4–9)
| Stav      | Č. | Datum              | Turnaj                        | Povrch | Spoluhráč             | Soupeři ve finále                          | Výsledek               |
| --------- | -- | ------------------ | ----------------------------- | ------ | --------------------- | ------------------------------------------ | ---------------------- |
| Vítěz     | 1. | 9. července 2007   | Bogotá, Kolumbie              | antuka | Alejandro Falla       | Diego Álvarez Sebastián Decoud             | 5–7, 6–4 (10–8)        |
| Vítěz     | 2. | 14. července 2008  | Manta, Ekvádor                | tvrdý  | Eduardo Struvay       | Víctor Estrella Alejandro Fabbri           | 7–5, 3–6(10–7)         |
| Finalista | 3. | 12. července 2010  | Bogotá, Kolumbie              | antuka | Víctor Estrella       | Juan Sebastián Cabal Robert Farah          | 7–6(7–6), 6–4          |
| Finalista | 4. | 4. října 2010      | Quito, Ekvádor                | antuka | Carlos Salamanca      | Daniel Garza Eric Nunez                    | 7–5, 6–4               |
| Finalista | 1. | 31. ledna 2011     | F1 Futures Cúcuta, Kolumbie   | antuka | Eduardo Struvay       | Martín Alund Diego Álvarez                 | 6–4, 6–4               |
| Finalista | 2. | 9. května 2011     | F9 Futures Pozzuoli, Itálie   | antuka | Eduardo Struvay       | Erik Crepaldi Claudio Grassi               | 6–7(12–14),6–1, [10–6] |
| Finalista | 3. | 8. srpna 2011      | F5 Futures Guayaquil, Ekvádor | tvrdý  | Felipe Mantilla       | Guido Andreozzi Ariel Behar                | 7–6(17–9),4–6, [10–8]  |
| Vítěz     | 5. | 8. července 2012   | Panama City, Panama           | antuka | Júlio César Campozano | Daniel Kosakowski Peter Polansky           | 6–4, 7–5               |
| Finalista | 4. | 30. července 20    | F20 Futures La Spezia, Itálie | antuka | Pedro Sousa           | Cristian Rodriguez Oscar Rodriguez-Sanchez | 7–6(7–1),6–4           |
| Finalista | 6. | 15. dubna 2013     | Panama City, Panama           | antuka | Júlio César Campozano | Jorge Aguilar Sergio Galdós                | 6–4, 6–4               |
| Finalista | 7. | 1. července 2013   | Manta, Ekvádor                | antuka | Carlos Salamanca      | Marcelo Arévalo Sergio Galdós              | 6–3, 6–4               |
| Vítěz     | 8. | 10. listopadu 2013 | Bogotá, Kolumbie              | antuka | Juan Sebastián Cabal  | Nicolás Barrientos Eduardo Struvay         | 6–3, 6–2               |
| Finalista | 9. | 4. října 2014      | Cali, Kolumbie                | antuka | César Ramírez         | Guido Andreozzi Guillermo Durán            | 6–3, 6–4               |